# Henning Zoz
Henning Zoz (* 1. April 1964 in Siegen; † 3. November 2024) war ein deutscher Unternehmer mit Unternehmenshauptsitz in Wenden-Hünsborn und Kommunalpolitiker.

## Unternehmerische Tätigkeit
Zoz gründete um 1990 die Zoz GmbH, wo er u. a. Hochgeschwindigkeits-Kugelmühlen für die Herstellung nanostrukturierter Werkstoffe produziert. Unter anderem versuchte Zoz durch Bearbeitung von Zement-Werkstoffen in Hochgeschwindigkeitsmühlen die Partikelgröße von 40 bis 50 Mikrometern (herkömmlicher Zement) auf zwei bis drei Mikrometer zu reduzieren und dadurch verbesserte Materialeigenschaften zu erreichen.
Als Erfinder hielt er in den USA mehrere Patente, insbesondere für hochenergetische Mühlen.
Im Oktober 2011 wurde Zoz von dem Magazin Südwestfalen-Manager als „Manager des Jahres 2011“ für den Bereich Südwestfalen ausgezeichnet.
Er bot mexikanischen und japanischen Studenten Praktika in seinem Unternehmen an und initiierte und organisierte Austauschprogramme sowie Schul- und Universitätspartnerschaften.
Seit 2018 war Zoz Mitglied der Europäischen Akademie der Wissenschaften und Künste, Salzburg.

## Kontroverse über seine akademischen Titel
Zoz hat nach eigenen Angaben nie studiert. Bei seiner Kandidatur als Kandidat der AfD für das Bürgermeisteramt der Stadt Siegen im Jahr 2020 erkannte der Wahlleiter den von Zoz geführten Doktortitel nicht an. Seine Berechtigung zum Führen der akademischen Titel war seit 2020 Gegenstand eines strafrechtlichen Ermittlungsverfahrens wegen Verstoßes gegen § 132 a StGB (Missbrauch von Titeln, Berufsbezeichnungen und Abzeichen) bei der Staatsanwaltschaft Siegen, 2023 wurde das Ermittlungsverfahren wegen Fehlens eines öffentlichen Interesses eingestellt.

## Politische Aktivitäten und politische Positionen
Zoz kandidierte 2009 bei der Kommunalwahl für die FDP für den Gemeinderat seiner Heimatgemeinde Freudenberg.
Seit November 2017 war Henning Zoz Mitglied der AfD. Im März 2018 gab die AfD-nahe Desiderius-Erasmus-Stiftung bekannt, dass sie Zoz in das Kuratorium der Stiftung berufen habe.
Bei der Kommunalwahl 2020 kandidierte Zoz für die AfD für das Bürgermeisteramt der Stadt Siegen, er erhielt 7,65 % der gültigen Stimmen.
Im Januar 2021 wurde Zoz für die Bundestagswahl 2021 zum Direktkandidaten der AfD für den Wahlkreis 148, Siegen-Wittgenstein, nominiert. Auf dem Wahlparteitag der NRW-AfD im Mai 2021 erreichte er, obwohl er sich um nahezu jeden Listenplatz bewarb, keinen Listenplatz für die Bundestagswahl 2021. Bei der Bundestagswahl am 26. September erhielt er 9 % der Erststimmen.
Auch bei der Landtagswahl NRW am 15. Mai 2022 war Zoz Direktkandidat der AfD für den Wahlkreis Siegen-Wittgenstein I, er erhielt 7,2 % der abgegebenen Stimmen. Einen Listenplatz hatte er wieder nicht.
Auf dem AfD-Parteitag im August 2023 in Magdeburg, auf dem die AfD-Kandidaten für das Europaparlament gewählt wurden, erhielt er trotz mehrfacher Bewerbung wieder keinen Listenplatz.
Gemeinsam mit seinem Parteikollegen Gunnar Lindemann besuchte er mehrfach die mit Unterstützung Russlands von der Ukraine abgefallenen Gebiete im Donbas, wo er sich u. a. mit Denis Wladimirowitsch Puschilin, dem Präsidenten der selbsternannten Republik Donezk und mit Alexander Sergejewitsch Saldostanow, dem Anführer der russischen Rockergang Nachtwölfe, die auf Seiten der Separatisten im Donbas kämpfte, traf. Er besuchte außerdem Belarus und Syrien.

## Privates
Zoz lebte in Freudenberg-Niederholzklau, Kreis Siegen-Wittgenstein. Er war in dritter Ehe verheiratet mit der ehemaligen Skeletonfahrerin Katharina Heinz. Aus seinen drei Ehen stammen fünf Kinder.
Im November 2024 starb er im Alter von 60 Jahren.